# As Abelairas (Foz)
As Abelairas es un barrio español actualmente despoblado, que forma parte de la parroquia de Cangas, del municipio de Foz, en la provincia de Lugo, Galicia.

## Demografía
| Gráfica de evolución demográfica de As Abelairas entre 2000 y 2020 |
|                                                                    |
| Datos según el nomenclátor publicado por el INE.                   |